# Stade Marcel-Verchère
Le stade Marcel-Verchère est un stade de football et de rugby à XV situé à Bourg-en-Bresse, dans l'Ain. C'est le stade de l'Union Sportive Bressane Pays de l'Ain qui évolue en Nationale, ainsi que du Football Bourg-en-Bresse Péronnas 01 qui évolue en National.
Temple du rugby à Bourg-en-Bresse, il est nommé ainsi en mémoire de Marcel Verchère, trois-quarts aile de l'Union sportive bressane, qui mourut le 26 octobre 1937 des suites d'un violent plaquage subi lors d'une opposition contre l'Union sportive Oyonnax, le dimanche 24 octobre 1937.
Surnommé le chaudron violet, le stade mesure 100 m de long sur 70 de large.
Le stade abrite aussi le siège social du club, un espace de réception VIP récemment construit, ainsi que les installations sportives nécessaire à l'équipe fanion (terrain annexe d'entraînement, vestiaires, salle de musculation).

## Histoire

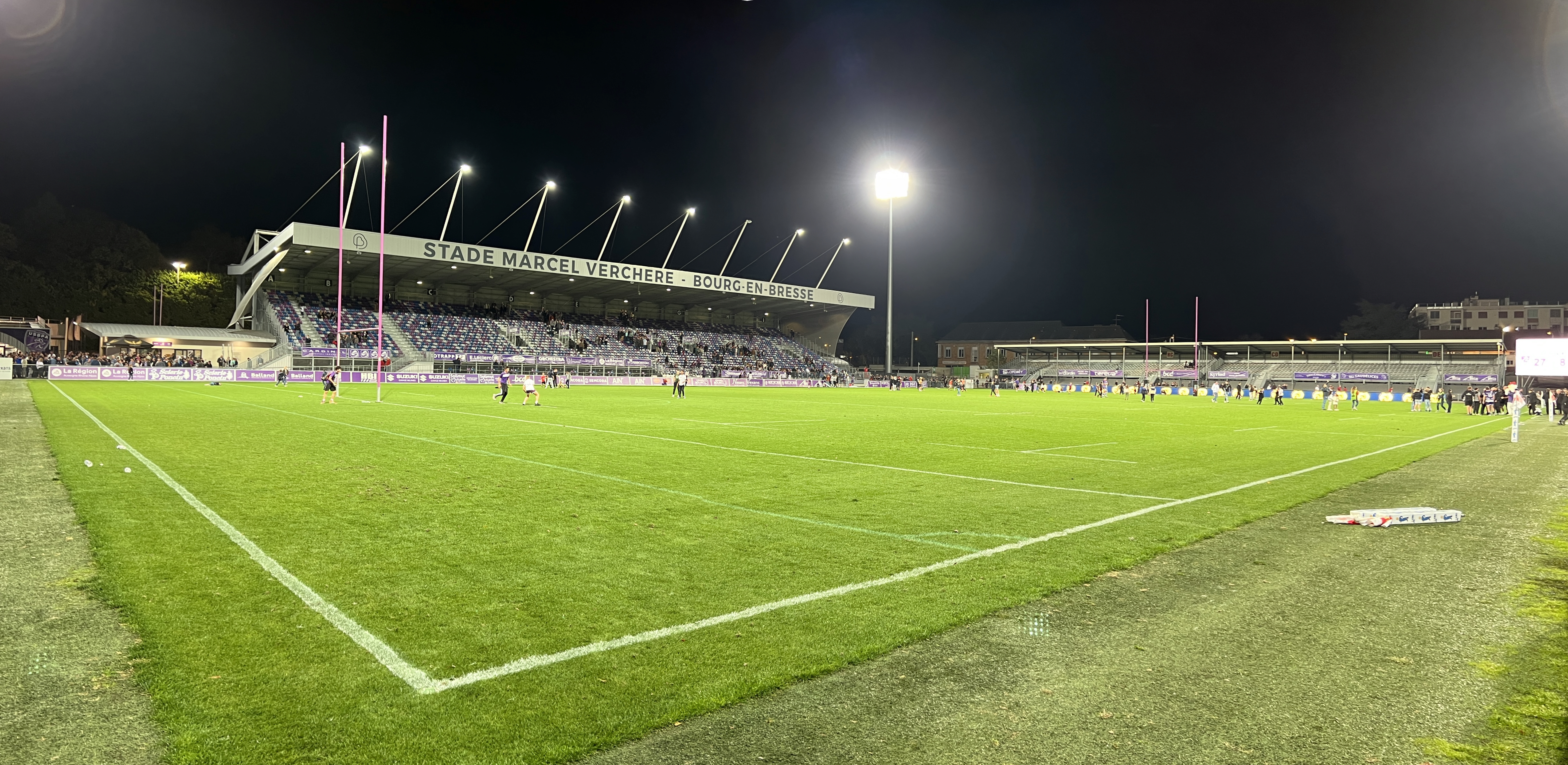
Le stade en configuration rugby.

L'histoire du stade naît en 1917 à la suite de l'installation de l'US Bressane sur l'emprise actuelle du stade qui était un terrain marécageux composé d'un vestiaire de planches situé non loin du champ de foire.
Le 24 octobre 1937, à l'occasion d'une rencontre opposant l'équipe de rugby locale au CS Oyonnax,, Marcel Verchère, trois-quarts aile de l'Union sportive bressane, subit un violent plaquage et meurt le 26 octobre 1937 des suites des blessures de ce plaquage. Le stade est nommé en sa mémoire la même année.
À l'automne 2007, la tribune Senetaire fut inaugurée, en l'honneur du président de l'USBPA de 1966 à 1977. À cette tribune furent ajoutés d'autres équipements, comme une salle de musculation.

### Nouveau résident et rénovations successives
En 2015, à la suite de la promotion du FBBP01 en Ligue 2 et l'impossibilité de ce dernier d'évoluer dans son stade à Péronnas, des aménagements ont été effectués pour que le stade soit conforme au championnat professionnel : changement de la pelouse, installation de la vidéosurveillance, réaménagement de la tribune visiteurs.
En juin 2017, la tribune nord est démontée pour laisser place à une nouvelle tribune plus moderne, plus grande, totalement couverte et moins éloignée du terrain, inaugurée le 17 novembre 2017.
À partir de novembre 2018, des travaux sont réalisés du côté du sud de l'infrastructure. La tribune Honneur dite tribune Millet ayant une capacité de 600 places assises est détruite pour être reconstruite. Cette rénovation s'est terminée fin 2019 et a apporté 450 nouvelles places assises, de nouveaux espaces tels que des vestiaires, une infirmerie, un local contrôle antidopage, des espaces dédiés aux médias (tribune presse, salle de conférence de presse), une grande loge pour l’accueil des partenaires ainsi qu’une buvette.

## Structures et équipements

### Tribunes

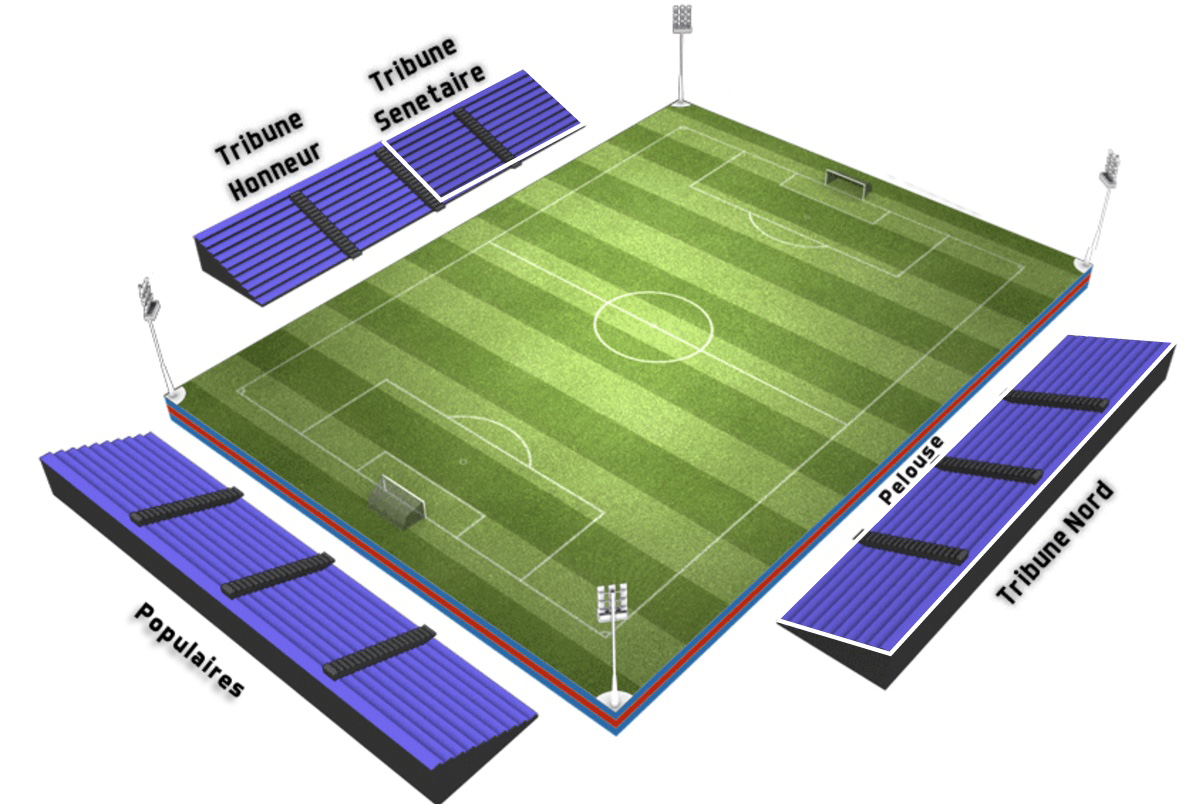
Plan du stade.

Le stade a une capacité totale de 8 840 places places dont 6 540 places assises.
Le stade compte trois tribunes :
- au sud, la tribune Pierre Senetaire a une capacité de 1 824 places assises et comprend le salon VIP ;
- au nord, la tribune Nord ou tribune CGT comporte 3 244 places assises ;
- à l'est, la tribune Est possède 1 472 places assises et celle-ci permet d'accueillir les supporteurs visiteurs .

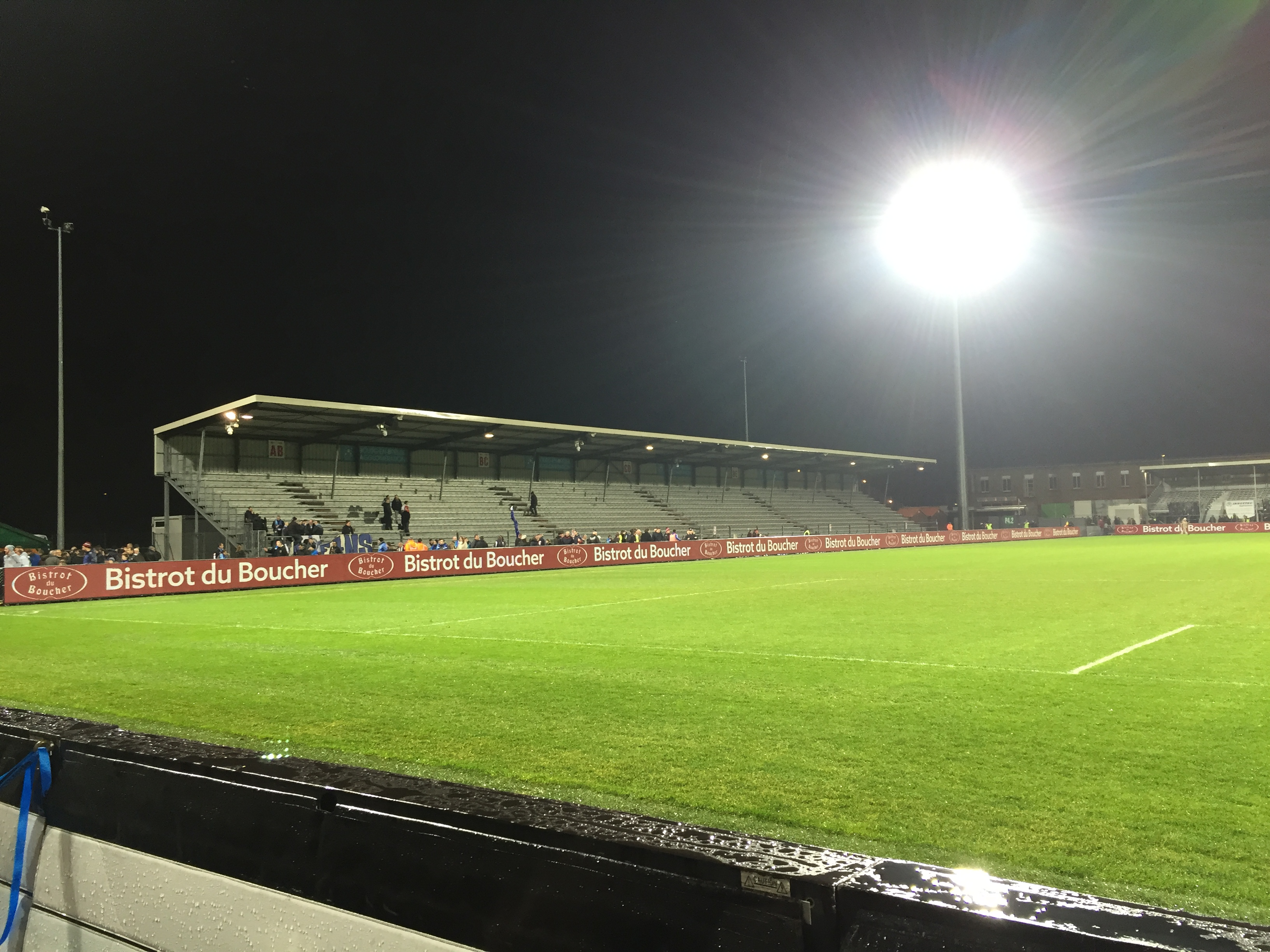
Ancienne tribune CGT.
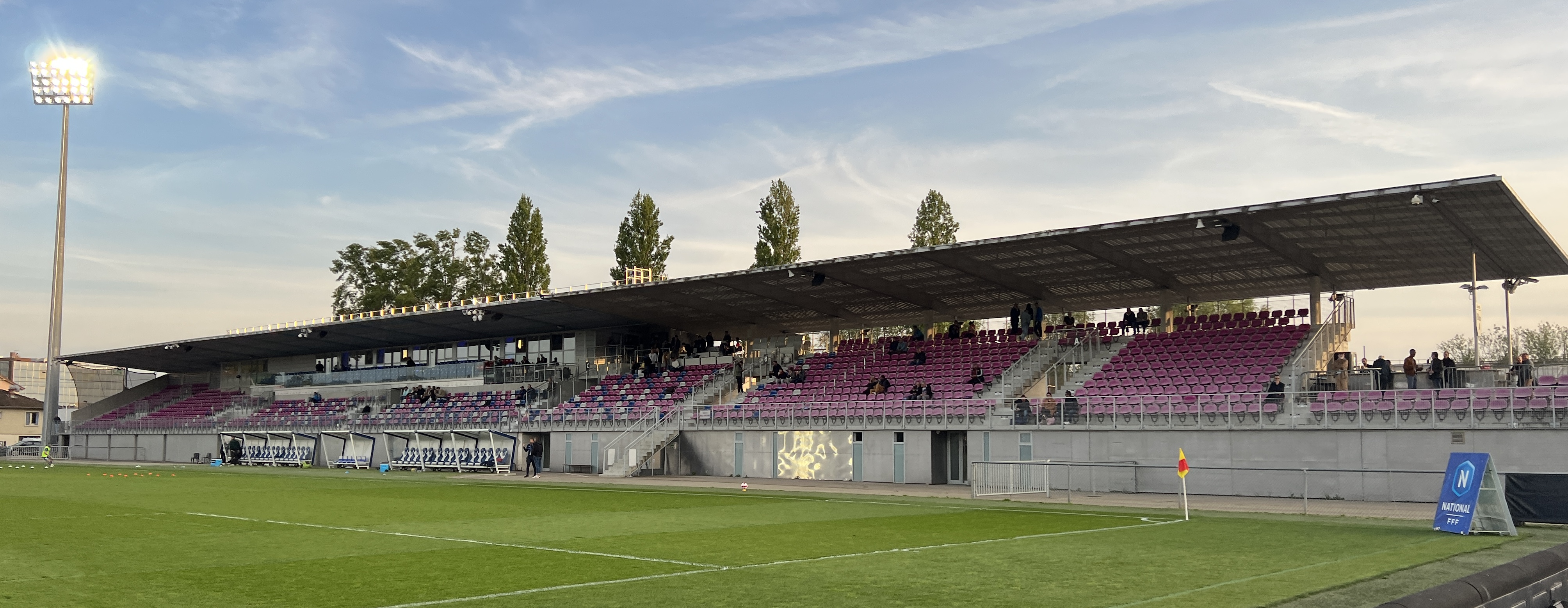
Tribunes Senetaire et Honneur.
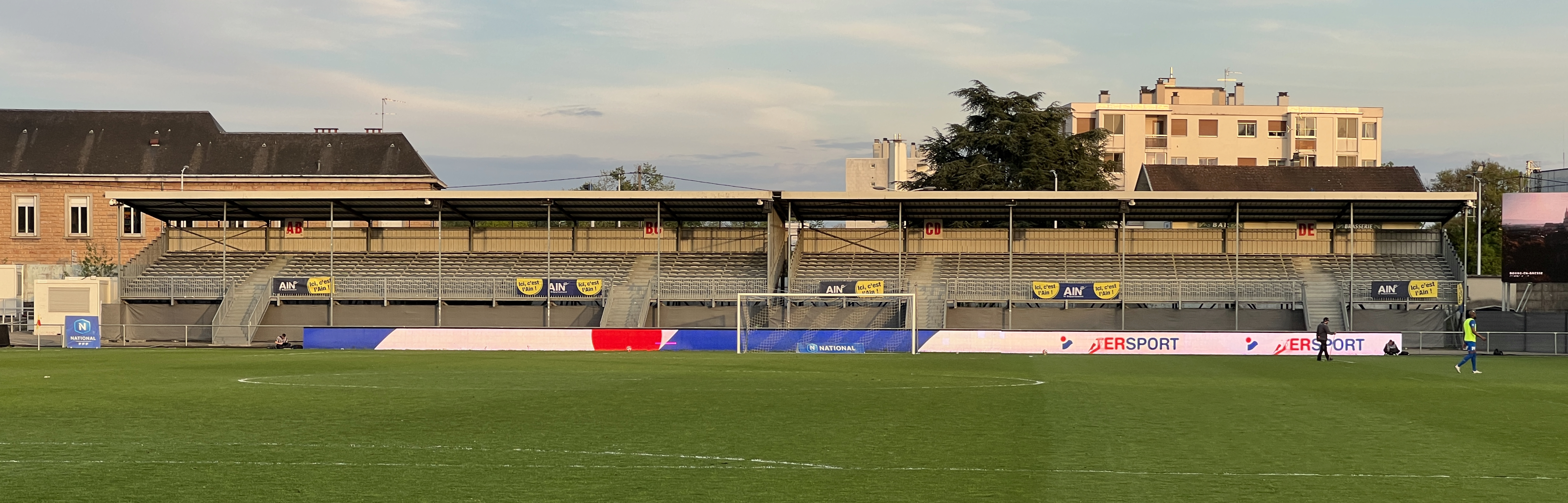
Tribune Est.
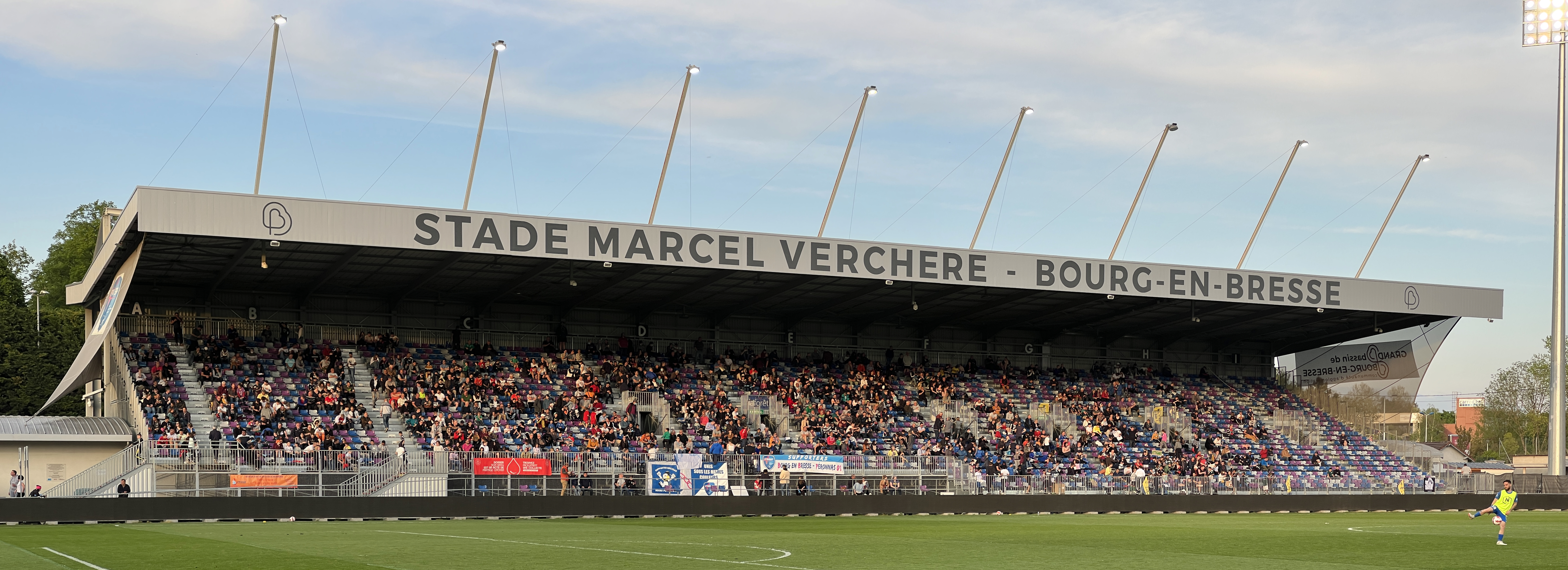
Tribune nord.

### Autres équipements
- Le stade est équipé d'un club house qui permet d'accueillir des réceptions d'après-matches, de l'école de rugby. Elle permet aussi d'organiser des repas, et réunions.
- Derrière la tribune Senetaire sont installés la salle de musculation, les vestiaires, les bureaux des entraîneurs ainsi que la salle antidopage[13].
- Derrière la tribune Nord, un terrain annexe accueille les échauffements d'avant-match ou les entraînements.
- La surface du terrain est une pelouse hybride.

## Utilisations

### Rugby

#### Matches de club

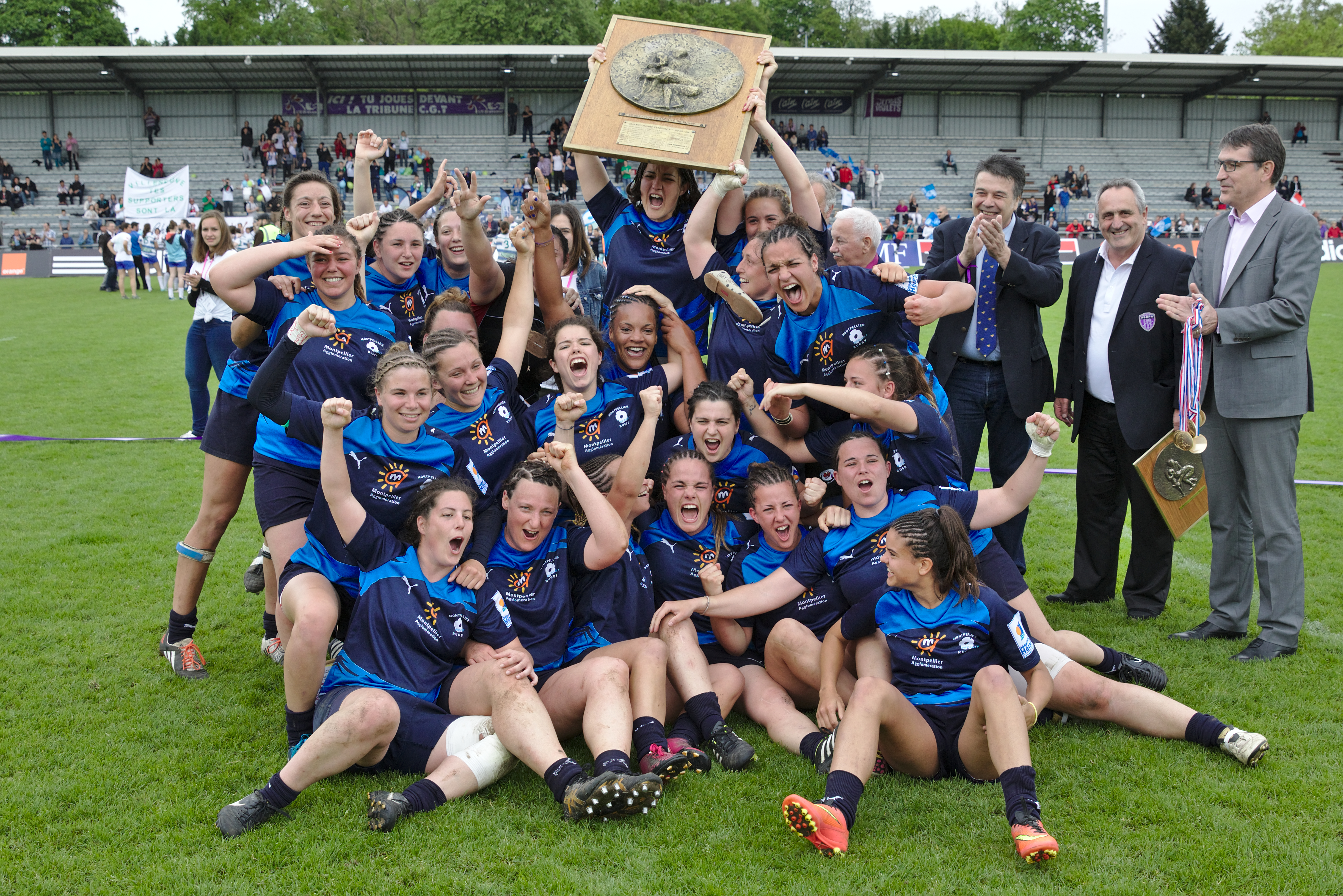
Les féminines du MHR après la finale du Top 8 en 2015.

Le stade accueille les matches de l'Union sportive bressane, qui évolue en Nationale lors de la saison 2022-2023.
En 2015, la finale du Championnat de France féminin de rugby à XV se déroule au Stade Marcel-Verchère. Le Montpellier Hérault rugby s'impose 17 à 3 face au Lille MRCV.

#### Matches internationaux

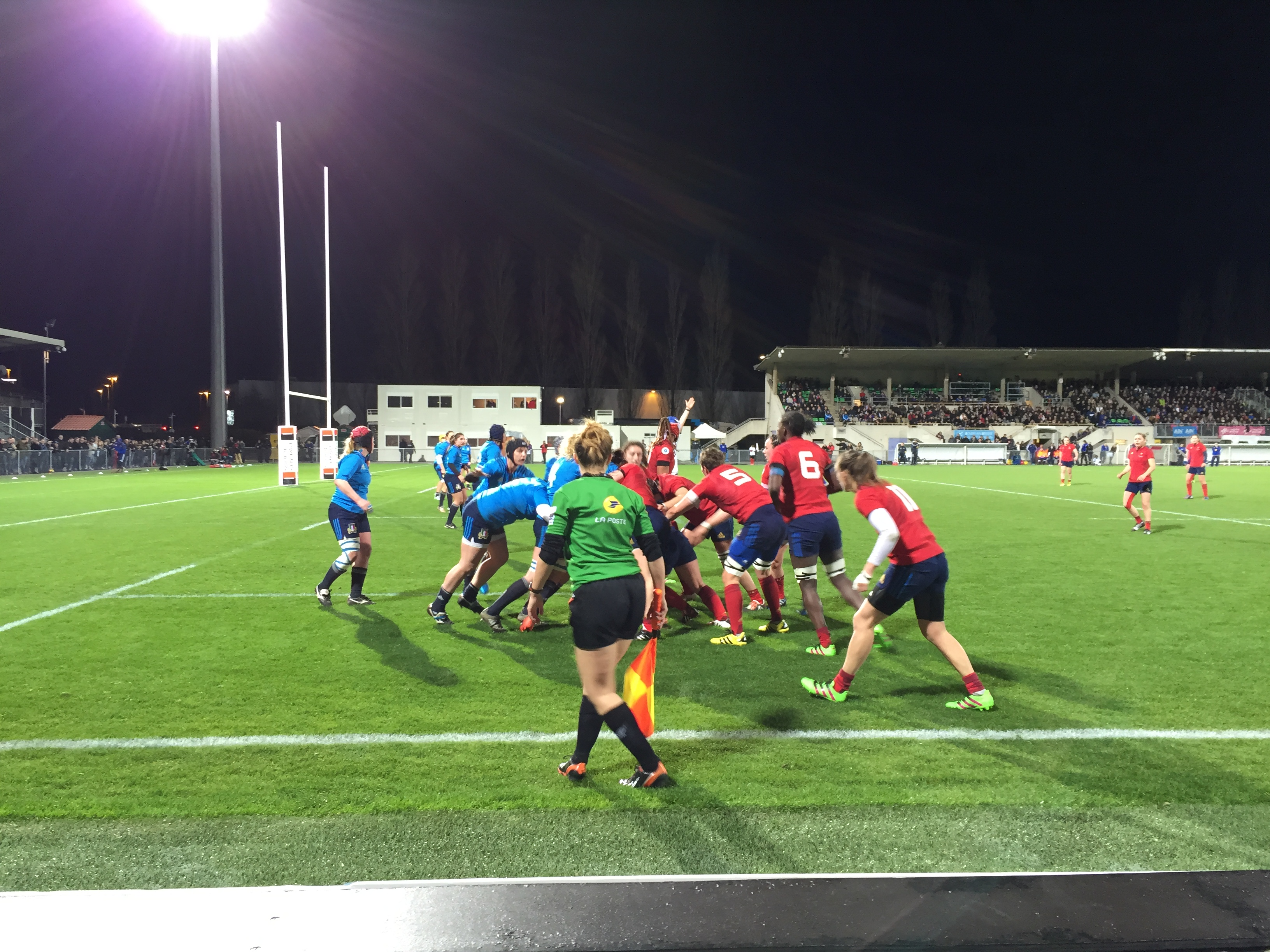
Match féminin France - Italie lors du Tournoi des Six Nations féminin 2016.

Ce stade a accueilli quelques matches internationaux de jeunes, dont deux rencontres opposant la France à l'Angleterre.
| Date           | Compétition                          | Équipe 1 | Équipe 2   | Score | Affluence |
| -------------- | ------------------------------------ | -------- | ---------- | ----- | --------- |
| 11 avril 2015  | Sélection -17ans                     | France   | Angleterre | 28-26 |           |
| 11 avril 2015  | Sélection -19ans                     | France   | Angleterre | 33-14 |           |
| 6 février 2016 | Tournoi des Six Nations féminin 2016 | France   | Italie     | 39-0  | 6 000     |

### Football
Le Football Bourg-en-Bresse Péronnas 01 réside dans ce stade depuis fin 2015 avec son accession en Ligue 2, du fait que le stade municipal de Péronnas ne répond pas aux normes du championnat professionnel.
Néanmoins, avant cette date, le club réceptionnait dans ce stade des rencontres de coupe de France.